# John Oates
John William Oates (New York, 7 aprile 1948) è un cantante, chitarrista e produttore discografico statunitense.

## Biografia
Nato da Ann De Palma, originaria di Salerno, e da Al Oates, a sua volta figli di un inglese e di una donna di Gibilterra con origini marocchine, è conosciuto in particolar modo come uno dei due componenti del gruppo pop rock/soul Hall & Oates, insieme a Daryl Hall. Il duo si è formato nel 1969 a Filadelfia.